# لوبوژتسا
لوبوژتسا (به لاتین: Luborzyca) یک روستا در لهستان است که در گمینا کوتسمژوو-لوبوژتسا واقع شده‌است.
 لوبوژتسا  ۵۹۰ نفر جمعیت دارد.